# Manutenzione statistica
È una manutenzione pianificata sulla base di considerazioni statistiche sulla vita media di un componente. La sostituzione avviene solitamente con un periodo che garantisca la sopravvivenza di almeno il 95% dei componenti facenti parte della popolazione.